# 존 C. 맥긴리
존 C. 맥긴리(John C. McGinley, 1959년 8월 3일 ~ )는 미국의 배우이다.

## 출연 작품
- 플래툰 - 레드 오닐 병장 역
- 월 스트리트
- 필사의 추적
- 토크 라디오
- 7월 4일생
- 멸망의 창조
- 하이랜더 2 - 데이빗 블레이크 역
- 폭풍 속으로 - FBI 요원 벤 하프 역
- 애니멀
- 더 록
- 아이덴티티
- 낫씽 투 루즈